# Cremerbuurt (Amsterdam)
De Cremerbuurt betreft twee buurten in Amsterdam-West (tussen 1990 en 2010 Stadsdeel Oud-West). 
Het is gelegen in de Stads- en Godshuispolder tot 1896 onderdeel van gemeente Nieuwer-Amstel, daarna was het Amsterdam. De buurten zijn vernoemd naar het J.J. Cremerplein en de daarop uitkomende  J.J. Cremerstraat, die beide vernoemd zijn naar Jacobus Jan Cremer (Arnhem, 1 september 1827 – Den Haag, 5 juni 1880), een Nederlandse schrijver, voordrachtskunstenaar en kunstschilder.
De Cremerbuurt-West wordt begrensd door de Overtoom, Kostverlorenvaart, het Jacob van Lennepkanaal en de Jan Pieter Heijestraat en maakt deel uit van de wijk Overtoomse Sluis. Cremerbuurt-Oost wordt begrensd door diezelfde Overtoom (Amsterdam), de Jan Pieter Heijestraat, het Jacob van Lennepkanaal en de Nicolaas Beetsstraat en ligt in de Helmersbuurt (gegevens 2 april 2022). 